# Ducado de Palma de Mallorca
El ducado de Palma de Mallorca, si nos atenemos a la denominación oficial de la capital balear ducado de Palma, es un título de la Casa Real que fue usado por la infanta Cristina de Borbón en virtud de la facultad que le fue conferida por su padre el rey Juan Carlos I de España, el día 26 de septiembre de 1997, con ocasión de su matrimonio con Iñaki Urdangarin Liebaert. A pesar del carácter vitalicio de los títulos de la Casa Real, el rey Felipe VI de España revocó a su titular, imputada en el caso Nóos por delito fiscal, la facultad de usarlo mediante el real decreto 470/2015, de 11 de junio. La revocación no implica la desaparición del título. A falta de una actualización de la siguiente información, un título revocado podría haber pasado a ser ostentado por el propio monarca. Por consiguiente, el actual duque de Palma sería el rey Felipe VI de España.

## Denominación
Tomó su nombre de la ciudad de Palma de Mallorca, oficialmente Palma, en Mallorca, capital del archipiélago de las islas Baleares.

## Duques de Palma de Mallorca
| Titular                    | Titular                     | Período                    |
| Creación por Juan Carlos I | Creación por Juan Carlos I  | Creación por Juan Carlos I |
| -------------------------- | --------------------------- | -------------------------- |
| i                          | Cristina de Borbón y Grecia | 1997-2015                  |
| Revocación por Felipe VI   |                             |                            |

## Historia de los duques de Palma de Mallorca
- Cristina de Borbón y Grecia, i duquesa de Palma de Mallorca, grande de España. Infanta de España. Hija del rey Juan Carlos I y de la reina Sofía, nacida princesa de Grecia.

1. Se casó con Iñaki Urdangarin Liebaert en 1997.